# Taribo West
Taribo West (Porto Harcourt, 26 de março de 1974) é um ex-futebolista nigeriano que atuava como zagueiro ou lateral-esquerdo.
Um fato sobre o jogador e que,em uma coletiva de imprensa,o Ex-arsenal Thierry Henry falou que West foi o zagueiro que mais o deu trabalho,após marcar o astro Francês o jogo inteiro na partida entre Auxerre e Mônaco pelo campeonato francês de 1996-1997 
A sua figura é inconfundível, assim como René Higuita e Carlos Valderrama, pois possuía uma cabeleira que o fez ser reconhecido até pelos torcedores mais desatentos.
West, que iniciou sua carreira em 1989, no Obanta United, jogou também por Sharks, Enugu Rangers e Julius Berger até 1993, quando foi contratado pelo Auxerre, onde atuaria até 1997, tornando-se conhecido mundialmente após ganhar a medalha de ouro nas Olimpíadas de Atlanta em 1996. Pouco tempo depois teve a chance de jogar ao lado do brasileiro Ronaldo na Inter de Milão. No time nerazzurro, não justificou a fama, sendo negociado com o maior rival, o Milan.
Os rubro-negros de Milão também não ficaram agradados pelo seu futebol, rescindindo o contrato 3 anos antes do encerramento. Antes disso, havia passado por empréstimo no clube inglês Derby County, tendo jogado 18 partidas. Com a rescisão do contrato com o time milanista, West fica sem jogar até novembro de 2001, reaparecendo no time alemão do Kaiserslautern, que estava à procura de um zagueiro. A partir de então, West tornaria-se um "andarilho" do futebol, jogando por times como o Partizan (Sérvia), Al-Arabi (Qatar) e Plymouth Argyle (Inglaterra), antes de retornar ao Julius Berger, clube que o revelou ao futebol. Em 2007, quase assinou com o Rijeka da Croácia, porém foi reprovado nos exames médicos. Foi especulada sua contratação ao Xerez, da segunda divisão espanhola, entretanto o presidente da agremiação desconheceu o interesse do zagueiro. West encerrou a carreira em 2008, no clube iraniano Paykan, aos 34 anos.

## Seleção Nigeriana
West foi convocado 42 vezes para a Seleção Nigeriana de Futebol, estreando em maio de 1994, na derrota por 3 a 1 para a Suécia.
Preterido por Clemens Westerhof para a Copa de 1994, seria convocado para as Copas de 1998 e 2002, sendo que nesta última, a Nigéria cairia na primeira fase. Após o empate sem gols contra a Inglaterra, que selou o destino das "Super Águias", o zagueiro pôs a culpa da eliminação no técnico Festus Onigbinde, que, visando uma reformulação no elenco, descartou os veteranos Sunday Oliseh, Tijani Babangida e Finidi George. Onigbinde, por sua vez, culpou West pela má campanha nigeriana na Copa sediada em conjunto por Coreia do Sul e Japão.

## Polêmicas
Em 2002, quando jogava no Kaiserslautern, West foi acusado por sua esposa Atinuke de agredí-la verbal e fisicamente, tendo consequências para o casamento do zagueiro, que foi encerrado desta forma.
Onze anos depois, em abril de 2013, Žarko Zečević, ex-presidente do Partizan, acusou West de falsificar a idade em 12 anos. Ele alegara que o zagueiro tinha 34 anos e não 22 quando fez parte do elenco que ganhou a medalha de ouro nas Olimpíadas de Atlanta. Ao ser contratado pelo time sérvio, West tinha oficialmente 28 anos de idade, mas Zečević insistiu em dizer que o atleta tinha 40 anos, meses depois dele ter sido reprovado em exames médicos no HNK Rijeka. No entanto, nenhum documento oficial cobrindo sua idade foi alterado.

## Títulos
- Copa da França pelo Auxerre, em 1994 e 1996
- Medalha de Ouro dos Jogos Olímpicos de 1996, pela Seleção Nigeriana de Futebol
- Campeonato Francês de 1996, pelo Auxerre
- Copa da Uefa pela Inter de Milão, em 1998

### Prêmios individuais
- IFFHS MEN’S ALL TIME NIGERIA DREAM TEAM[9]